# نیلق
نیلق روستایی است که در استان اردبیل، شهرستان کوثر، بخش مرکزی، دهستان سنجبد غربی قرار دارد.

## جمعیت
بر اساس سرشماری سال ۱۳۸۵ جمعیت این روستا ۷۰۹ نفر با ۱۴۳ خانوار بوده‌است.

## وبگاه
در سال‌های اخیر وب سایت این روستا به آدرس اینترنتی www.neilaghimiz.ir پایه‌گذاری شده‌است.

## دهیار
ناطق وفایی دهیار روستای نیلق در سال ۱۳۹۲ برای چهارمین دوره پیاپی توسط شورای اسلامی روستای نیلق انتخاب شد.

## کشاورزی
کشاورزی در روستای نیلق بیشتر به صورت دیمی است. البته در این روستا در زمین‌های آبی نیز هر ساله جالیزهای پر نعمتی بنا نهاده می‌شود که جزء اصلی‌ترین ارکان درآمدزایی در شهرستان کوثر می‌باشد.
از محصولات اصلی تولیدی در مزارع کشاورزی روستای نیلق می‌توان به گوجه فرنگی، گندم، صیفیجات و … اشاره نمود.